# Amadinda Ütőegyüttes
Az Amadinda Ütőegyüttes Kossuth- és Liszt Ferenc-díjas magyar együttes.

## Története
Az együttes 1984-ben alakult a Liszt Ferenc Zeneművészeti Főiskolán tanult zenészekből. Nevüket egy ugandai eredetű ütőhangszerről vették. Célja a Magyarországon némiképp elhanyagolt ütőhangszeres műfaj felkarolása, a külföldön már jól ismert és népszerű ütőhangszeres kompozíciók bemutatása, magyar zeneszerzők műveinek hazai és külföldi megismertetése .
Az együttes repertoárja hamarosan egzotikus népzenék bemutatására is kiterjedt, ezeket a helyszíneken tanulmányozták (hangszereik egy része is eredeti, autentikus). A tagok is foglalkoznak zeneszerzéssel; a zenetörténet számos darabját átírták a maguk számára. John Cage az ő számukra írta 1991-ben Four4 című darabját, amit Tokióban mutattak be. Ligeti György is írt darabot számukra, a Síppal, dobbal, nádihegedűvel című darabot Franciaországban mutatták be Károlyi Katalin társaságában. Szoros kapcsolatot alakítottak ki Steve Reichhel, számos darabját játszották, és a szerző, az egyesület fennállásának 25. évfordulójára nekik és a kanadai Nexusnak dedikálta Mallet Quartet című művét. Az együttes más kortárs zeneszerzők műveit is szívesen játssza: Eötvös Péter, Keller András, Kurtág György, Mártha István, Petrovics Emil, Presser Gábor, Vidovszky László és James Wood összességében több mint negyven művet írtak a zenekar számára.
Az együttes hazai és külföldi hangversenyeken, fesztiválokon lép fel, mesterkurzusok sorát tartja itthon és külföldön. Számos hangfelvételt készítettek, amelyek közül kiemelkedik a John Cage összes ütőhangszeres művét feldolgozó hat CD.

## Tagjai
- Bojtos Károly
- Holló Aurél
- Rácz Zoltán
- Váczi Zoltán

## Díjak, elismerések
- Stipendium Prize (Darmstadt, 1984)
- Gaudeamus Music Competition I. prize (Rotterdam, 1985)
- A Magyar Zeneszerzők Egyesületének díja (1986)
- Az Év hanglemeze (1987)
- Liszt Ferenc-díj (1988)
- Artisjus díj (1991, 1998)
- A Magyar Köztársasági Érdemrend tisztikeresztje (1997)
- Chevalier de l'ordre des arts et des lettres (2002, Rácz Zoltán)
- Kossuth-díj (2004)
- Pro Urbe Budapest díj (2006)
- Bartók–Pásztory-díj (2008)
- Prima díj (2013)

## Diszkográfia (válogatás)
- Amadinda (1987)
- 4’33’’ (1988)
- Stravinsky: Les Noces Hungaroton (1988)
- Steve Reich művei (1990)
- Amadinda LIVE (1991)
- Zörr (1992)
- Legacies no.1 (1998)
- Legacies no.2 (John Cage ütőhangszerekre komponált művei 1.) (1999)
- Eötvös Péter művei (1999)
- Legacies no.3 (John Cage ütőhangszerekre komponált művei 2.) (2000)
- Legacies no.4 (John Cage ütőhangszerekre komponált művei 3.) (2000)
- The Ligeti Project III. (2002)
- Steve Reich: Music for 18 Musicians (koncertfelvétel) (2003)
- Legacies no.5 (2004)
- Lukas Ligeti: Mystery System (2004)
- Sáry László: Ütőhangszeres kompozíciók (2004)
- Schönberg és Varese (2004)
- Georg Druschetzky: Üstdobokra és zenekarra írt művek (2005)
- Tibetben a lélek (2006)
- Legacies no.6 (John Cage ütőhangszerekre komponált művei 4.) (2007)
- Legacies no.7 (John Cage ütőhangszerekre komponált művei 5.) (2008)
- Legacies no.8 (John Cage ütőhangszerekre komponált művei 6.) (2011)
- Legacies no.9 (2012)

Egyéb felvételek:
- Stravinsky: Les Noces Hungaroton SLPD, HCD 12989
- Bartók Béla: Szonáta két zongorára és ütőhangszerekre (Schiff Andrással és Bruno Caninoval) DECCA 443894-2
- Balassa Sándor: Quartetto Hungaroton SLPX 12557
- Sugár Miklós: Áttűnések Hungaroton SLPX 12970
- Gémesi Géza: Quartetto Hungaroton SLPX 12945
- Márta István: Támad a szél Hungaroton SPLX 17963
- Király László: Három tétel ütőhangszerekre Hungaroton SPLX 31354
- Láng István: Chagall elrepül az – alvó Vityebszkje felett Hungaroton HCD 31641
- Dubrovay László: Ütős-szimfónia Hungaroton HCD 32274